# Mandres-la-Côte
Mandres-la-Côte è un comune francese di 548 abitanti situato nel dipartimento dell'Alta Marna nella regione del Grand Est.

## Società

### Evoluzione demografica
Abitanti censiti